# Now This Will Take Two Hands
Now This Will Take Two Hands — первый мини-альбом группы Maths class, вышедший в 2008 году.

## Об альбоме
Первый сингл с альбома, «Nerves» был официально издан в тот же день 21 июля 2008. Альбом состоит из нового сингла Nerves, трёх новых песен и перезаписанного трека Replays of Relays.
Это первый альбом группы со времён дебюта который имеет ненормативную лексику.
Песня «Nerves» самая длинная композиция у группы.

## Список композиций

### Стандартное издание
1. «Nerves» — 3:01
2. «Deutsche» — 3:36
3. «Johny Got The Jawline» — 4:09
4. «Branches» — 4:49
5. «Replays of Relays» — 3:41